# ブドウ球菌科
ブドウ球菌科（ Staphylococcaceae）は、黄色ブドウ球菌などいくつかの医学的に重要な病原体を包含する ブドウ球菌（Staphylococcus）属を含むグラム陽性菌の科である。 
Jeotgalicoccus、Macrococcus、Nosocomiicoccus、Salinicoccus及びブドウ球菌科の 5つの属は単球性であることが示されており、Gemellaは多毛性であるようである。